# NGC 3898
NGC 3898 este o liner situată în constelația Ursa Mare. A fost descoperită în 1789 de către William Herschel. Se află la o distanță de 21,3 de megaparseci de Pământ.